# Pardosa sangzhiensis
Pardosa sangzhiensis là một loài nhện trong họ Lycosidae.
Loài này thuộc chi Pardosa. Pardosa sangzhiensis được Chang-Min Yin et al miêu tả năm 1995..